# افسون افشار
افسون افشار (زاده دزفول) بازیگر، داستان‌نویس و مترجم ایرانی است.
تحصیلات خود را در رشته زبان وادبیات انگلیسی در دانشگاه شیراز به پایان رسانده و علاوه بر زبان انگلیسی به زبان‌های فرانسه و آلمانی آشنایی دارد.
در سال ۱۳۶۹ در جهاد دانشگاهی آموزش بازیگری دیده وی همچنین به لهجه‌های شیرازی، خوزی، کردی تسلط داشته و فعال در رشته‌های ورزشی شنا، سوارکاری و والیبال است. افسون افشار در کنار بازیگری به تدریس زبان مشغول است.

## تئاتر
| سال اجرا | نام تئاتر                | کارگردان    | نویسنده               | جوایز                     | جشنواره                                |
| -------- | ------------------------ | ----------- | --------------------- | ------------------------- | -------------------------------------- |
| ۱۳۷۱     | جزیره آرام است           | ناصر مردانی | محمود ناظری           | برگزیده دانشجویان غیر هنر | جشنواره دانشجویان کشور                 |
| ۱۳۷۲     | هنگامه                   |             |                       | بهترین بازیگرنقش اول زن   | جشنواره تاتراستان فارس و منطقه دو کشور |
| ۱۳۷۳     | آرامش بعد از طوفان       |             |                       | جایزه بهترین بازیگر زن    |                                        |
| ۱۳۷۴     | گرگدن (در نقش دیزی Disy) |             | اوژن یونسکو           |                           |                                        |
| ۱۳۷۵     | هنگامه                   |             |                       | بازیگر برگزیده زن         | جشنواره سراسری دفاع مقدس               |
| ۱۳۷۵     | پنجره‌ای بر بادها         |             | فرهاد ناظرزاده کرمانی |                           |                                        |

## تلویزیون

### سینمایی
| سال  | عنوان              | کارگردان      | توضیحات      |
| ---- | ------------------ | ------------- | ------------ |
| ۱۳۷۷ | پروانه‌ها پشت دیوار | مسعود تکاور   |              |
| ۱۳۷۷ | زیر آسمان آبی      |               |              |
| ۱۳۷۹ | اتا (اسب)          | شهاب ملت خواه | سیمای خراسان |

### تلویزیون
| سال  | نام مجموعه        | سمت    | کارگردان              | توضیحات |
| ---- | ----------------- | ------ | --------------------- | ------- |
| ۱۳۷۵ | خانواده رضایت     | بازیگر | مازیار میری           |         |
| ۱۳۷۶ | مشاهیر ایران زمین | بازیگر | اسماعیل براری         |         |
| ۱۳۷۷ | باغ کوچک بی‌بی گل  | بازیگر |                       |         |
| ۱۳۷۷ | روایت انقلاب      | بازیگر | جواد شمقدریجمال شورجه |         |
| ۱۳۷۸ | داستان یک شهر     | بازیگر | اصغر فرهادی           |         |
| ۱۳۷۸ | دختران            | بازیگر | اصغر توسلی            |         |
| ۱۳۷۸ | سیمای مدرسه       | بازیگر | مسعود رشیدی           |         |
| ۱۳۷۹ | روشنایی دشت       | بازیگر | عبدالله باکیده        |         |
| ۱۳۸۱ | نقش بر آب         | بازیگر | عبدالله باکیده        |         |
| ۱۳۸۴ | بچه‌های هور        | بازیگر | عبدالله باکیده        |         |
| ۱۳۸۴ | پیله‌های پرواز     | بازیگر | حسین سهیلی زاده       |         |
| ۱۳۸۵ | دوست بزرگ بچه‌ها   | بازیگر |                       |         |

## سینما
این بازیگر در سینمای ایران در فیلم‌های زیر ایفای نقش کرده‌است:
| سال تولید | نام فیلم           | کارگردان      | نویسنده                 | تهیه‌کننده                          | همبازی‌ها با افسون افشار |
| --------- | ------------------ | ------------- | ----------------------- | ---------------------------------- | ----------------------- |
| ۱۳۷۶      | آلبوم              | رضا حیدر نژاد | رضا حیدر نژاد           | کانون پرورش فکری کودکان و نوجوانان | رضا سعیدی               |
| ۱۳۷۹      | هزاران زن مثل من   | غلامرضا کریمی | آزیتا موگویی، رضا کریمی | محمدمهدی دادگو، داریوش بابائیان    | نیکی کریمی              |
| ۱۳۷۶      | روزی که هوا ایستاد | نادر ابراهیمی | نادر ابراهیمی           | نادر ابراهیمی و حوزه هنری          | مانی کسرائیان           |